# Фетишизм в Западной Африке

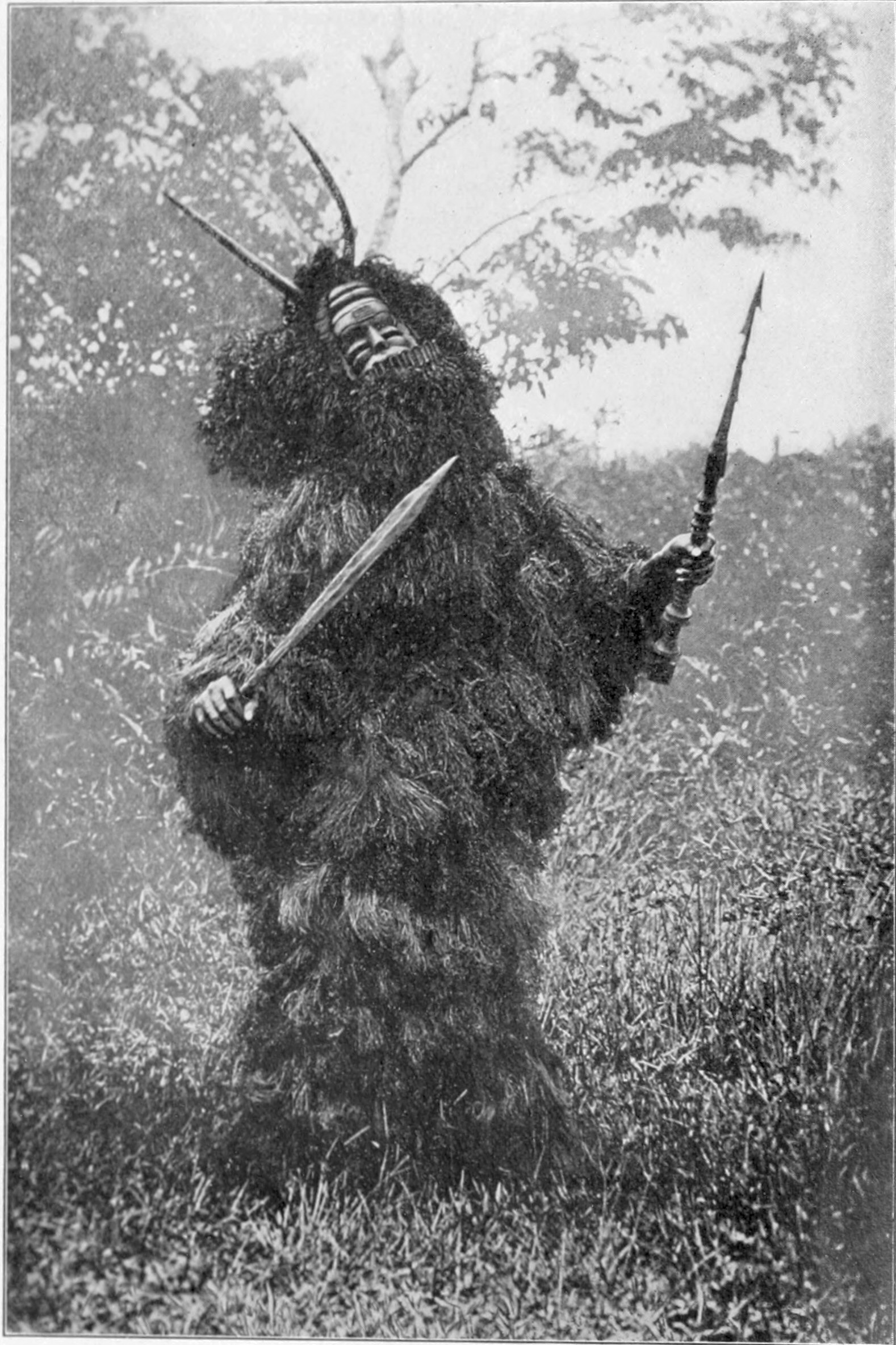
Фетишистский маг с рогами, деревянной маской, копьём и мечом, в одежде из листьев пальмы и бананов. Фронтиспис из книги «Фетишизм в Западной Африке»

Фетишизм в Западной Африке: сорок лет наблюдения за местными обычаями и суевериями (англ. Fetichism in West Africa: Forty Years' Observation of Native Customs and Superstitions) — книга преподобного Роберта Хэмилла Нассау, миссионера, опубликованная в 1904 году. Это одно из самых ранних исследований традиционной религии в Западной Африке.
В книге излагаются факты, которые, как утверждает Нассау, он обнаружил в течение многих лет, касающиеся традиционных религий и практики колдовства в Западной Африке, а также то, как это связано с повседневной жизнью людей этого региона. Джон Синнамон предполагает, что «когда Нассау смог воздержаться от постоянного и оскорбительного сравнения между просвещённой христианской истиной и деградировавшим африканским злом, в его наблюдениях появились проблески этнографического понимания».
Женщина из племени мпонгве, Аньентьюве, была одним из главных информаторов Нассау по фетишизму в Западной Африке. Она была учителем и служанкой в миссии Барака, Габон.